# لوسیل بال
لوسیل بال (انگلیسی: Lucille Désirée Ball؛ زاده ۶ اوت ۱۹۱۱ – درگذشته ۲۶ آوریل ۱۹۸۹) هنرپیشه و خواننده اهل ایالات متحده آمریکا بود. وی بین سال‌های ۱۹۳۲ تا ۱۹۸۹ میلادی فعالیت می‌کرد.

## گزیده فیلمشناسی

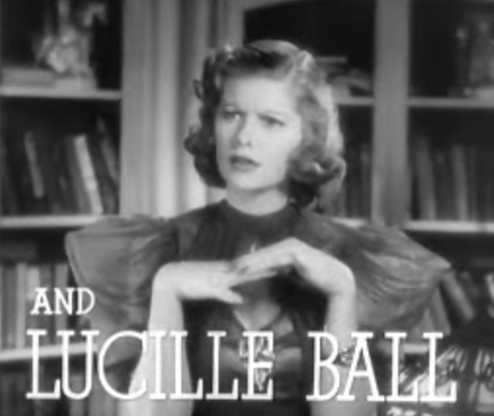

از فیلم‌ها یا برنامه‌های تلویزیونی که وی در آن نقش داشته‌است می‌توان به آثار زیر اشاره کرد.
- مولن روژ (فیلم ۱۹۳۴) (۱۹۳۴)
- عشق‌بازی‌های چلینی (۱۹۳۴)
- برادوی بیل (۱۹۳۴)
- احساس مالکیت (فیلم ۱۹۳۴) (۱۹۳۴)
- کارناوال (فیلم ۱۹۳۵) (۱۹۳۵)
- کلاه سیلندری (فیلم) (۱۹۳۵)
- سه تفنگدار (فیلم ۱۹۳۵) (۱۹۳۵)
- در صحنه (۱۹۳۷)
- نگاه کن چه کسی می‌خندد (۱۹۴۱)
- یک دختر، یک مرد و یک ملوان (۱۹۴۱)
- خیابان بزرگ (۱۹۴۲)
- عاشقتم لوسی (فیلم) (۱۹۵۳)
- مال من مال تو مال ما (فیلم ۱۹۶۸) (۱۹۶۸)